# Ceratophyllales
Ceratophyllales is een botanische naam, voor een orde van bedektzadigen. Een orde onder deze naam wordt vrij zelden erkend door systemen voor plantentaxonomie, maar wel door het APG I-systeem (1998), het APG II-systeem (2003), het APG III-systeem (2009) en het APG IV-systeem (2016). 
In APG II wordt de orde beschouwd als de nauwste verwant van de 'eudicots' ('nieuwe' tweezaadlobbigen). 
Het APG III-systeem en het APG IV-systeem geven aan dat het een zustergroep van de 'eudicots' is. Tot de orde Ceratophyllales behoort alleen de familie Ceratophyllaceae.
| - 'angiosperms', bedektzadigen, Angiospermae - basale 'angiosperms' - - 'magnoliids', magnoliiden (Magnoliopsida) - Chloranthales - - 'monocots' (Monocotyledoneae) - - Ceratophyllales - Ceratophyllaceae - 'eudicots' (Asteropsida) (Dicotyledoneae) |
| polyfyletische groep |

Het Cronquist-systeem (1981) erkende een dergelijk orde niet, maar deelde deze familie in bij de orde Nymphaeales.